# كريستيان أوكانيا
كريستيان أوكانيا (بالإسبانية: Cristian Ocaña)‏ هو لاعب كرة قدم مكسيكي في مركز الدفاع، ولد في 18 مارس 1992 في Arriaga ‏ في المكسيك. لعب مع نادي غلوبال.